# Front Patriotique pour le Progrès
Het Front Patriotique pour le Progrès is een links-progressieve politieke partij in de Centraal-Afrikaanse Republiek. In de verkiezingen in 2005 won FPP-kandidaat Abel Goumba 2,5% van de stemmen, en won daardoor 2 van de 105 zetels in de Nationale Assemblee.